# Mo Johnston
Maurice John Giblin Johnston (Glasgow, 1963. április 13. –) skót válogatott labdarúgó, csatár és edző. 

## Pályafutása

### Klubcsapatban
1979-ben a Partick Thistle csapatában kezdte a pályafutását, ahol négy évet töltött. Az 1983–84-es szezonban a Watford játékosa volt. 1984 és 1987 között a  Celticben játszott, melynek tagjaként bajnoki címet (1985) szerzett és megnyerte a skót labdarúgókupát (1985). 1987-től 1989-ig Franciaországban szerepelt a Nantes együttesénél. 1989 és 1991-ig a Rangerst erősítette, melyet két bajnoki címhez (1990, 1991) segített hozzá. 1991 és 1993 között Angliában az Everon labdarúgója volt. 1993 és 1995 között a Hearts együttesében játszott. Az 1995–96-os idényben a Falkirk játékosa volt. 1996-ban az Egyesült Államokba szerződött az újonnan induló MLS-be, ahol a Kansas City Wizardsban szerepelt. 2000-ben megnyerte csapatával a bajnokságot és egy évvel később, 2001-ben fejezte be a pályafutását.

### A válogatottban
1984 és 1992 között 38 alkalommal szerepelt a skót válogatottban és 14 gólt szerzett. Részt vett az 1990-es világbajnokságon, ahol a Svédország elleni csoportmérkőzésen az ő büntetőből szerzett góljával nyertek 2–1-re a skótok. A Costa Rica és a Brazília elleni találkozón is kezdőként lépett pályára.

## Sikerei, díjai
Celtic FC
- Skót bajnok (1): 1985–86
- Skót kupagyőztes (1): 1984–85

Rangers FC
- Skót bajnok (2): 1989–90, 1990–91
- Skót ligakupagyőztes (1): 1991–92

Kansas City Wizards
- MLS-győztes (1): 2000